# Argentina anserinoides
Argentina anserinoides är en rosväxtart som först beskrevs av Etienne Fiacre Louis Raoul, och fick sitt nu gällande namn av J. Holub. Argentina anserinoides ingår i släktet gåsörter, och familjen rosväxter. Inga underarter finns listade i Catalogue of Life.